# Blago Bung
Blago Bung är ett postpunkband från Lund och Malmö som gett ut material på skivbolaget Heartwork Records. Bandet bildades 1980 och bestod bland annat av medlemmarna Martti LeThargie (gitarr och sång), Jan Fornell (synt och sång) och Kamilla Lindström (sång, piano och orgel).
Namnet Blago Bung är hämtat ur den dadaistiska dikten Karawane av Hugo Ball.

## Diskografi

### Album
- 1981 – "Kärleken och döden" (mini-LP)
- 2019 – "Medelpunkt" (dubbelvinylsingel)

### Medverkan på samlingsskivor
- 1981 – Heartwork live klubb 2000, ”Så sent som igår”